# Söderåsleden

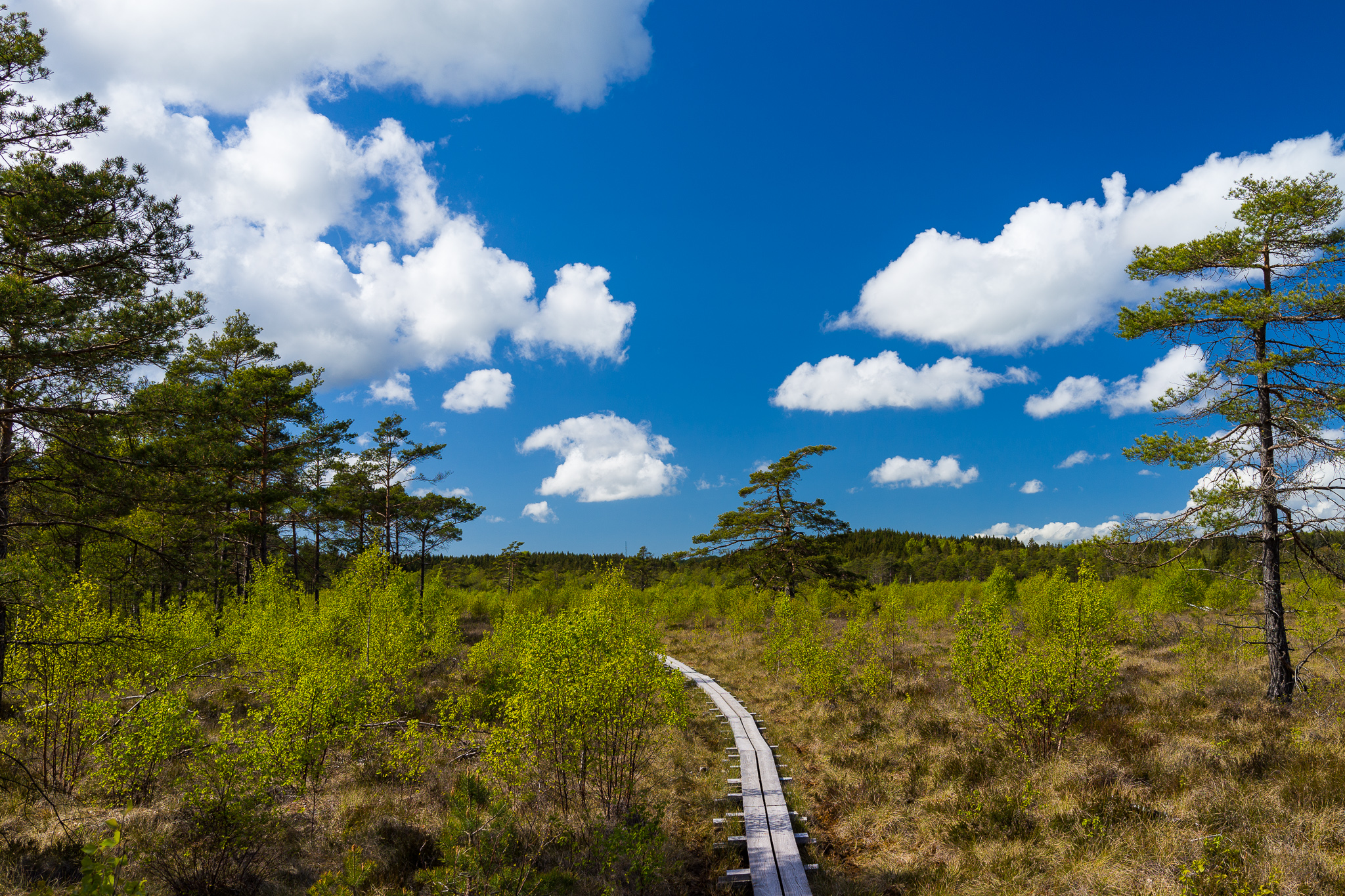
Traneröds mosse.

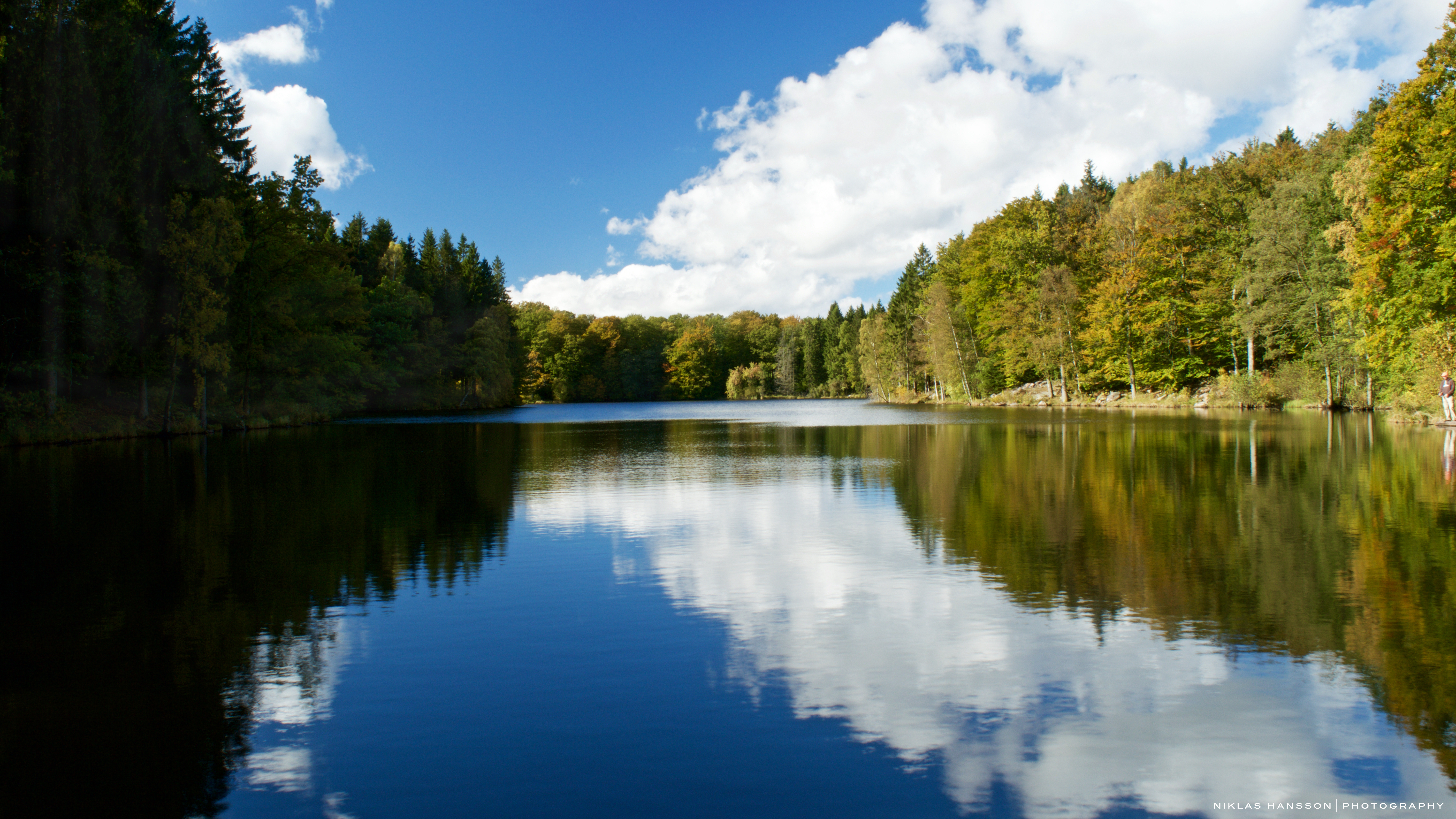
Fiskdammen i Klåveröd.

Söderåsleden var en vandringsled på Söderåsen i Skåne som lanserades den 24 juli 2019, och lades ner efter ett år, 19 juli 2020.
Speciellt med vandringsleden var att den saknade ledmarkeringar ute i naturen; istället kunde man ladda ner ledens sträckning som ett GPS-spår. Det fanns inte någon som administrerade eller stod bakom Söderåsleden, och det fanns inga samarbetsavtal med markägare. Söderåsleden reglerades av svensk lagstiftning, först och främst allemansrätten. I facebookgruppen Söderåsleden utbytte Söderåsledens vandrare tips och ledstatus.
Bakgrunden till att Söderåsleden skapades var att trycket på Söderåsens natur är hårt längs befintliga vandringsleder och framförallt runt kanjonen i Skäralid. Söderåsleden var ett sätt att visa att Söderåsen har så mycket mer att erbjuda, och många fler vackra platser, samtidigt som trycket på naturen skulle spridas över större yta. 
Söderåsleden var 54 km och uppdelad på fem etapper. På webbsajten Visitsoderasen.se fanns etapperna beskrivna med text, bilder och nedladdningsbara GPX-filer. Söderåsleden gick mellan Åstorp och Röstånga längs Söderåsens östra sida och passerade bland annat stenbrottet Makadamen i Åstorp, Maglaby kärr, naturreservatet Klöva Hallar, Klåveröds strövområde, naturreservatet Traneröds mosse samt Söderåsens nationalpark.